# Tareq Al-Suwaidan
Tareq Mohammed Al-Suwaidan (arabe : طارق محمد السويدان; né le 15 novembre, 1953) est un entrepreneur koweïtien, auteur, conférencier motivateur. Il est bien connu dans le monde arabe et dans les communautés musulmanes à travers le monde pour son coaching en management / planification stratégique et ses programmes télévisés. Selon le magazine Forbes (en édition Arabe: Forbes Arabia), Al-Suwaidan occupe le deuxième rang dans le revenu net annuel chez les conférenciers motivateurs dans le monde musulman avec un profit net d'environ 1 million de dollars en 2007. Al-Suwaidan a été formé en sciences islamiques classiques dans sa jeunesse, puis il a suivi ces études aux États-Unis, après avoir eu son BS dans le pétrole et ingénierie du gaz naturel de l'Université étatique de Penn. Il a eu par la suite une maîtrise puis un doctorat en génie pétrolier de l'Université de Tulsa.

## Les médias et le management
Al-Suwaidan est une personnalité télévisée dans des chaines ayant un classement parmi les plus élevés dans le Moyen-Orient telles que MBC, Abu Dhabi TV, Orbit, Dream, Iqra et Al-Resalah TV,,.  On estime que 10 millions de téléspectateurs l'écoutent tous les jours à travers ses émissions sur MBC chaque année au mois de Ramadan.
Al-Suwaidan est un consultant en gestion, leadership et planification stratégique au Moyen-Orient et il est PDG des groupes de l'innovation du Golfe. Il est fréquemment consulté par les organisations régionales de premier plan du secteur public et privé. Il est également le président de AWARE centre (Advocates for Western-arabe Relations & Exchange) au Koweït.

## Les initiatives éducatives
Al-Suwaidan a été l'un des fondateurs de l'Académie américaine de créativité au Koweït (American Creativity Academy in Kuwait), une institution privée qui offre une éducation préparatoire à l'université américaine dans le cadre des valeurs islamiques,,.
Il est également l'un des fondateurs de l'AGS (Advanced Generations School) en Arabie Saoudite, une « école canadienne avec une identité islamique. » Les élèves étudient l'anglais dans le cadre du programme d'études canadien, et prennent des cours islamiques ainsi que l'arabe.

## Livres et productions audio
Al-Suwaidan est l'auteur d'une trentaine de livres et de lessons audios. Son album, Qasas al Anbiyaa (Vies des Prophètes) est l'album le plus vendu dans le monde islamique avec plus de 2 millions d'exemplaires vendus. En outre, plus de 3,4 millions d'auditeurs ont téléchargé ses conférences sur le site de diffusion populaire islamique "Islamway".

## Accusations d'antisémitisme
Le 4 novembre 2014 le cabinet du ministre de l'intérieur Jan Jambon annonce que Al-Suwaidan se voit interdire l'accès au territoire belge et ne pourra pas participer en tant qu'orateur à la foire musulmane qui doit avoir lieu quelques jours plus tard.  Le communiqué invoque des « propos antisémites inacceptables » tenus par le prédicateur et annonce que pour le premier ministre Charles Michel et le ministre de l'intérieur il s'agit de « la seule décision à prendre ».  En réponse à cette annonce Al-Suwaidan explique sur sa page Facebook que le gouvernement belge a pris sa décision « sous la pression du lobby sioniste »